# Leipziger Missionswerk

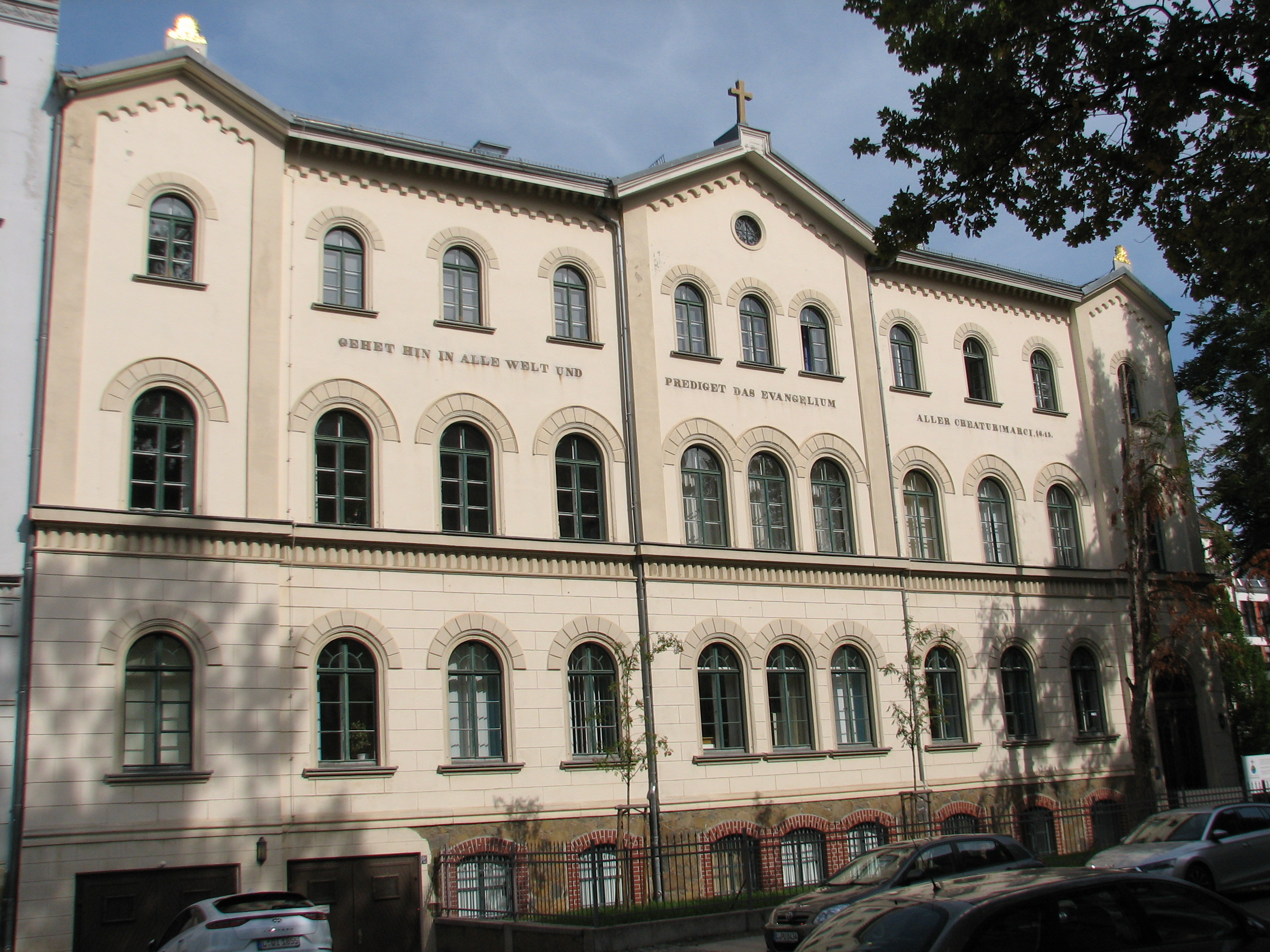
Leipziger Missionswerk in der Paul-List-Straße 19 (2022)

Das Evangelisch-Lutherische Missionswerk Leipzig (LMW) ist die Nachfolge-Organisation der 1836 gegründeten Dresdner Mission, die 1848 als Leipziger Mission nach Leipzig verlegt wurde. Sie versteht sich als Nachfolge-Organisation der Dänisch-Halleschen Mission. Getragen wird das Evangelisch-Lutherische Missionswerk Leipzig von der Evangelisch-Lutherischen Landeskirchen Sachsens und der Evangelischen Kirche in Mitteldeutschland.

## Heutige Arbeit
Das Evangelisch-Lutherische Missionswerk Leipzig e. V. (LMW) versteht sich als international arbeitendes Werk, das spirituellen, interkulturellen und interreligiösen Austausch ermöglicht. Das LMW steht für globales Lernen in ökumenischer Perspektive. Es bringt die Themen, Perspektiven und Spiritualität der Partner in Indien, Tansania und Papua-Neuguinea in die Evangelische Kirche in Mitteldeutschland und die Evangelisch-Lutherische Landeskirche Sachsens ein.

### Internationale Freiwilligen-Programme

#### Outgoing-Freiwilligenprogramm
Das LMW vermittelt seit 1994 Freiwillige in seine Partnerkirchen nach Tansania, Indien und Papua-Neuguinea sowie seit 2023 auch nach Argentinien, Paraguay, Estland und die Slowakei. Die Vorbereitung in Deutschland und die Betreuung im Gastland übernimmt das Missionswerk mit Unterstützung von Mentorinnen und Mentoren aus den Partnerkirchen. Das Missionswerk ist anerkannter Träger des entwicklungspolitischen Freiwilligenprogramms „weltwärts“ des Bundesministeriums für wirtschaftliche Zusammenarbeit und Entwicklung sowie des IJFD. Das Freiwilligenprogramm wird finanziert aus Mitteln von weltwärts, IJFD, eigenen Haushaltsmitteln und Spenden.

#### Incoming-Freiwilligenprogramm
Seit 2014 gibt es für Freiwillige aus den Partnerkirchen die Möglichkeit, in Einsatzstellen in Mitteldeutschland mitzuarbeiten. Sie absolvieren einen Bundesfreiwilligendienst in verschiedenen Partnereinrichtungen des LMW.

### Partnerbeziehungen
Partnerkirchen sind die Evangelisch-Lutherische Kirche in Tansania (ELCT), die Tamilische Evangelisch-Lutherische Kirche sowie die Evangelisch-Lutherische Kirche von Papua-Neuguinea. Gefördert wird ebenfalls die Lutherische Bethlehemgemeinde in Rangun (Myanmar).
Neben der Tamilischen Evangelisch-Lutherischen Kirche (TELC) werden folgende Einrichtungen unterstützt:
- die Theologische Hochschule Gurukul in Chennai,
- die Vereinigte Theologische Hochschule in Bangalore,
- das Tamil Nadu Theologische Seminar in Madurai,
- das Henry Martyn Institut in Hyderabad.

In Tansania besteht eine enge Zusammenarbeit mit der Evangelisch-Lutherischen Kirche in Tansania (ELCT), die heute aus 26 Diözesen besteht.
Traditionell enge Kontakte hat das Missionswerk zu den Diözesen im Norden des Landes, die aus der Arbeit der Leipziger Mission entstanden sind. Das sind:
die Nord-Diözese, Moshi – Partnerkirche der Evangelisch-Lutherischen Landeskirche Sachsens,
die Meru-Diözese, Usa River – Partnerkirche der Evangelisch-Lutherischen Landeskirche Sachsens,
die Nord-Zentral-Diözese, Arusha – Partnerkirche der Evangelischen Kirche in Mitteldeutschland
die Pare-Diözese, Same,
die Zentral-Diözese, Singida,
die Nord-West Diözese, Bukoba.
Seit Januar 2009 ist das LMW auch für Teile der Tansania-Arbeit der ehemaligen Kirchenprovinz Sachsen in den sechs Süd-Diözesen des Landes zuständig. Das sind:
die Ulanga-Kilombero-Diözese, Ifakara – Partnerkirche der Evangelischen Kirche in Mitteldeutschland,
die Iringa-Diözese, Iringa – Partnerkirche der Evangelischen Kirche in Mitteldeutschland,
die Süd-Diözese, Njombe – Partnerkirche der Evangelischen Kirche in Mitteldeutschland,
die Süd-Zentral-Diözese, Makete – Partnerkirche der Evangelischen Kirche in Mitteldeutschland,
die Südwest-Diözese, Matamba – Partnerkirche der Evangelischen Kirche in Mitteldeutschland,
die Konde-Diözese, Tukuyu – Partnerkirche der Evangelischen Kirche in Mitteldeutschland.
Die Evangelisch-Lutherische Kirche von Papua-Neuguinea (ELC-PNG) mit ihren 16 Kirchenbezirken (Distrikten) ist der dritte große Partner des Leipziger Missionswerkes.

### Projektförderung
Die Partnerkirchen werden finanziell und auf Wunsch auch personell unterstützt. Das LMW entwickelt, fördert und begleitet gemeinsam mit den Partnern Projekte und Programme zur nachhaltigen Verbesserung der Lebenssituation aller Beteiligten in folgenden Handlungsfeldern:
- Theologie und Verkündigung
- Bildung
- Gesundheit
- Umwelt und Entwicklung
- Katastrophenhilfe

Zur Verwirklichung dieser Ziele werden zusätzlich zu den Mitteln der Trägerkirchen aktiv Spenden eingeworben.

## Freundes- und Förderkreis
Der Freundes- und Förderkreis e. V. des Leipziger Missionswerkes nahm seinen Anfang 1902 in Meißen und wurde von dem damaligen Domprediger Lic. theol. Emil Körner unter dem Namen „Aehrenlese“ ins Leben gerufen. Es war ein winziges Pflänzlein, dem man kein langes Leben prophezeite. 1575 Briefe schrieb er an seine „Herren Amtsbrüder“ mit der Bitte, einen möglichst großen Kreis von Spendensammlerinnen zur Unterstützung der Missionsarbeit zu gewinnen. Domprediger Körner hatte erkannt, dass „Mission wieder Gemeindesache werden muss“. Er vertrat die Meinung, „Arbeit für die Mission weckt Freude an der Mission“. Aus dem unscheinbaren Anfang von sieben jungen Frauen, die als sogenannte „Ährenleserinen“ in ihren Gemeinden von Haus zu Haus gingen und um eine Kleinspende in Höhe von 10 Pfennig baten, erwuchs bald ein Kleinsammelwerk. Schon nach dem ersten Jahr waren 306 Sammlerinnen unterwegs und trugen 4512 Goldmark für die Leipziger Mission zusammen. Nach sechs Jahren waren es 73.000 Mark. Innerhalb der Jungmännerkreise entwickelte sich dieselbe Art der Sammlung durch die „Samenkörner“. So blieb Mission nicht nur „Frauensache“.
Nach der Deutschen Teilung im Jahr 1949 erschienen von 1951 bis 1992 in der Bundesrepublik Deutschland jährliche Veröffentlichungen unter den Namen Ährenlese der Evang.-Luth. Mission (Leipziger Mission) (1951 bis 1964) und Ährenlese (1964 bis 1992).
Durch die Teilung Deutschlands war es in der DDR nicht mehr möglich, den Namen Ährenlese für dieses Sammelwerk zu erhalten. So bekam es den Namen „Monatliche Mitgliedsbeiträge“ kurz „MM“ genannt. Im Westen Deutschlands dagegen konnte der Ährenlese-Verein weiter bestehen. Nach dem Fall der Mauer war es 1993 möglich, die beiden Sammel-Teile unter dem neuen Namen Freundes- und Förderkreis e. V. wieder zu vereinigen. Er umfasst im Jahr 2014 rund 3.300 Mitglieder und will die Arbeit des Leipziger Missionswerkes (LMW) bekanntmachen, fördern sowie unterstützen.

## GästezentrumErnst Jäschkeim Leipziger Missionswerk

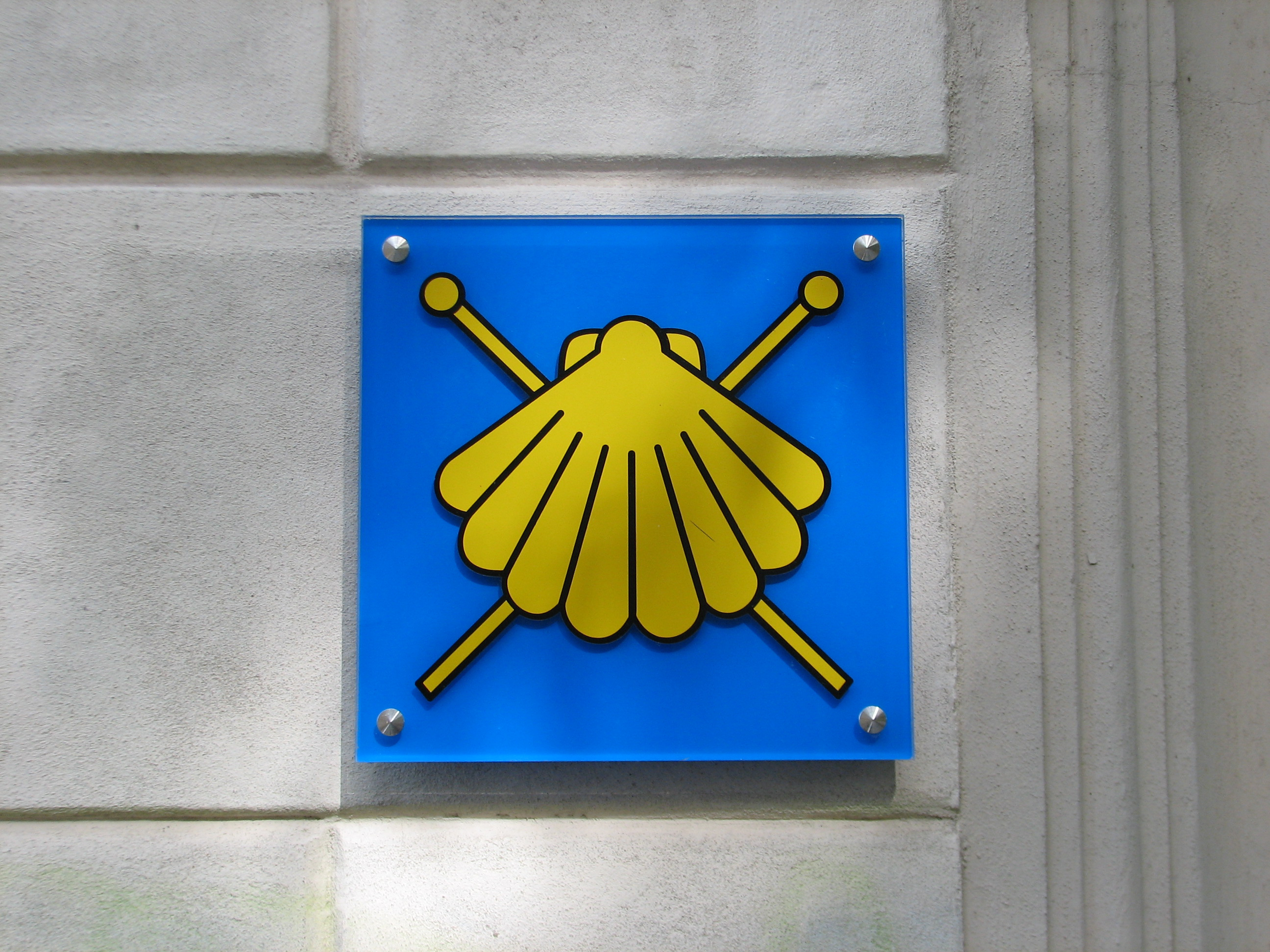
Stilisierte Jakobsmuschel als Hinweis auf Jakobsweg und Herberge am Eingang des Leipziger Missionswerks

In seinem Haus in Leipzig unterhält das Leipziger Missionswerk ein Gästezentrum – es trägt zur Erinnerung an den Missionar Ernst Jäschke dessen Namen. Leben und Werk von Ernst Jäschke werden im Gästezentrum mit einer Dauerausstellung gewürdigt.
Das Missionshaus Leipzig ist eine offizielle Herberge auf dem Ökumenischen Pilgerweg durch Sachsen, Sachsen-Anhalt und Thüringen.

## Geschichte

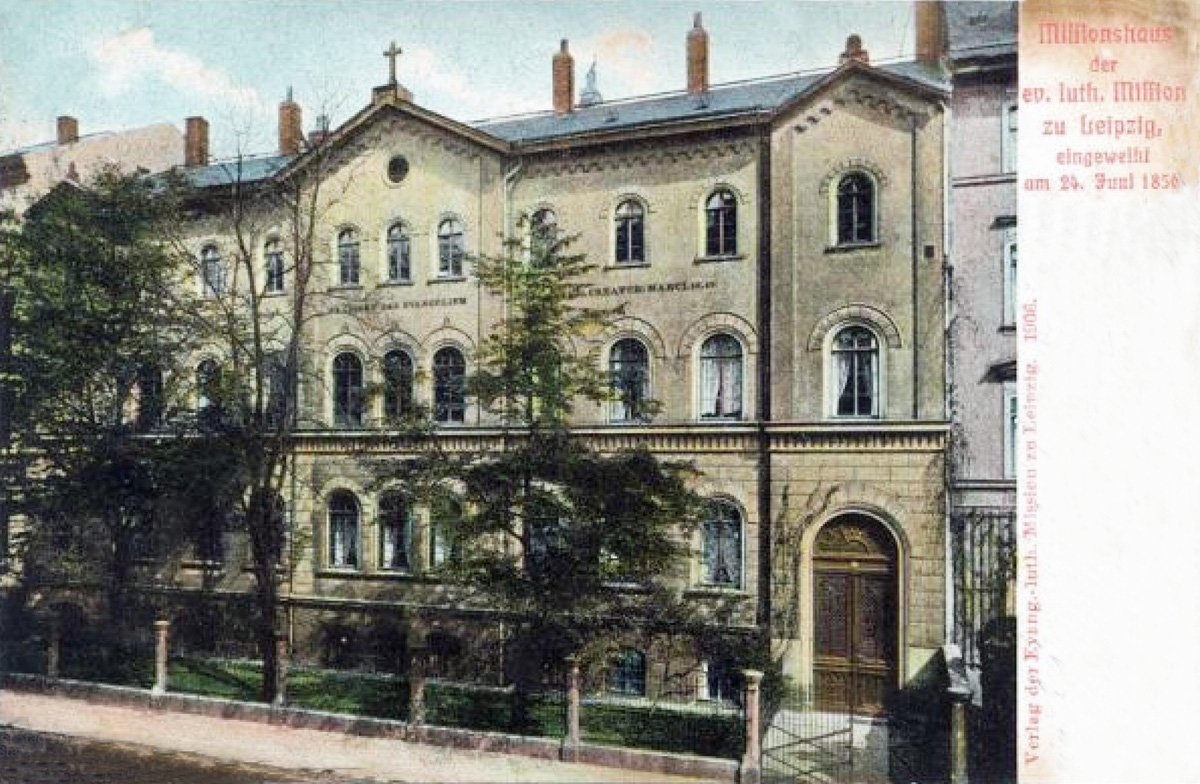
Missionshaus Leipzig 1906

Die Dresdner Mission wurde am 17. August 1836 als Evangelisch-Lutherische Missionsgesellschaft zu Dresden gegründet. Ihre Zentrale befand sich in der Waisenhauskirche am späteren Georgplatz. Am 2. März 1840 entsandte sie Heinrich Cordes (1813–1892) als Missionar nach Tranquebar in Südindien. 1842 folgte Carl Ochs. Damit übernahm sie die Nachfolge der 1706 gegründeten Dänisch-Halleschen Mission.

### Von den Anfängen in Leipzig bis zum Ende des Zweiten Weltkriegs
Karl Graul (1814–1864), seit 1844 Direktor der Missionsleitung, setzte die theologische Universitätsausbildung der zukünftigen Missionare durch. In Dresden gab es keine Theologische Fakultät, die einzige Theologische Fakultät im Königreich Sachsen war die in Leipzig. So wurde aus der Dresdner Mission mit Beschluss vom 31. August 1847 die Evangelisch-Lutherische Mission zu Leipzig – die Leipziger Mission. Der Umzug vollzog sich im Folgejahr. 1856 erfolgte der Einzug in das Missionshaus des Leipziger Missionswerkes in der Paul-List-Straße 19 (bis 1947 Carolinenstraße genannt). Von 1895 bis 1914 hatte die Leipziger Mission ihre Blütezeit mit dem Aufbau von Missionsstationen in Indien und Afrika. Zwischen 1925 und 1939 ist ein erneutes Wiederaufleben der Missionsaktivitäten festzustellen.

### Die Zeit der Deutschen Teilung
Nach dem Zweiten Weltkrieg konnte aus der DDR zwar die Verbindung zu den Kirchen und Einrichtungen der Leipziger Mission in Übersee gehalten werden, doch war ihre Arbeit staatlicherseits vielfach eingeschränkt. So konnte erst 1989 wieder Personal in die Missionen entsandt werden. Diese Umstände führten dazu, dass die Leipziger Mission ersatzweise auch von Westdeutschland tätig wurde. Einvernehmlich bestand die Leipziger Mission in beiden Teilen Deutschlands, einerseits als Evangelisch-Lutherische Mission zu Leipzig und andererseits als Evangelisch-Lutherische Mission zu Erlangen. Christoph Jahn übernahm 1965 in Erlangen in der Evangelisch-lutherischen Mission (Leipziger Mission) zu Erlangen die Leitung im neugegründeten Verlag der Evangelisch-Lutherischen Mission Erlangen. Der Verlag der Leipziger Mission in Leipzig hatte seine Arbeit in der sozialistischen DDR einstellen müssen. Deshalb veröffentlichte der Verlag der Evangelisch-Lutherischen Mission Erlangen nun sämtliche Missionsliteratur der Leipziger Mission in der Bundesrepublik Deutschland. Dort erschienen auch in den Jahren 1966 bis 1977 die Mitteilungsblätter Leipziger Mission. 1995 übernahm das Missionswerk Bayern die Trägerschaft des Verlags der Evangelisch-Lutherischen Mission Erlangen, der 1998 in Erlanger Verlag für Mission und Ökumene umbenannt wurde.
In Hildesheim gab es damals die Hildesheimer Zentrale der Evangelisch-lutherischen Mission (Leipziger Mission) zu Erlangen. Dietrich Winkler wurde 1970 Indienreferent der Leipziger Mission im Hildesheimer Missionshaus. Das Missionshaus in Hildesheim wurde am 25. Mai 1977 nach der Gründung des Evangelisch-lutherischen Missionswerks in Niedersachsen (ELM) in Hermannsburg zur Außenstelle der ELM. Die Außenstelle wurde am 30. Juni 2006 geschlossen und ihre Villa in Hildesheim wurde verkauft.
Am 1. April 1972 wurde das Missionswerk Bayern gegründet. Es engagierte sich für die Missionsarbeit der Leipziger Mission und übernahm die Missionsarbeit der Gesellschaft für Innere und Äußere Mission in Papua-Neuguinea und der Berliner Mission in Tansania.
Am 25. Mai 1977 wurde das Evangelisch-lutherische Missionswerk (ELM) aus der Missionsanstalt Hermannsburg – auch bekannt unter Hermannsburger Mission – als gemeinsame Einrichtung der evangelisch-lutherischen Landeskirchen Hannovers, Braunschweigs und Schaumburg-Lippes aus dem Zusammenschluss der Missionsanstalt Hermannsburg und der Hildesheimer Zentrale der Evangelisch-lutherischen Mission (Leipziger Mission) zu Erlangen gegründet. Dietrich Winkler wurde auch dort in den Jahren 1977 bis 1981 Indienreferent der Leipziger Mission.

### Seit der Deutschen Wiedervereinigung
Seit 1991 ziehen viele Kurrenden am 6. Januar, dem Dreikönigstag, von Haus zu Haus und sammeln durch diese „Aktion Dreikönigstag“ Geld für ein Projekt des Leipziger Missionswerkes in Indien.
Im Jahr 1992 löste sich in Leipzig der Verein der „Leipziger Mission“ auf. Stattdessen wurde am 1. Juli 1993 das Evangelisch-Lutherische Missionswerk Leipzig e. V. mit Sitz in Leipzig in der Trägerschaft der Evangelisch-Lutherischen Kirchen Mecklenburgs, Sachsens und Thüringens gegründet.
Das ELM in Hermannsburg führt seitdem seine eigene Indienarbeit als selbständiger Partner neben der „Leipziger Mission“ weiter.
1995 übernahm das Missionswerk Bayern die Trägerschaft des Verlags der Evangelisch-Lutherischen Mission Erlangen, der 1998 in Erlanger Verlag für Mission und Ökumene umbenannt wurde. 2007 entstand Mission EineWelt aus der Zusammenlegung des Missionswerks Bayern, des Kirchlichen Entwicklungsdienstes und der Arbeit des Lateinamerikabeauftragten. Mission EineWelt ist eine Einrichtung der Evangelisch-Lutherischen Kirche in Bayern mit Sitz in Neuendettelsau.
Die Evangelisch-Lutherische Landeskirche Mecklenburgs teilte im Jahr 2011 mit, dass sie die Trägerschaft für das Leipziger Missionswerk im Zuge der Kirchenfusion zur Evangelisch-Lutherischen Kirche in Norddeutschland beenden werde. Diese Entscheidung schränkte die finanziellen Möglichkeiten des Leipziger Missionswerks weiter ein, nachdem es nach der Friedlichen Revolution in der DDR die Förderung durch die landeskirchlichen Träger der Evangelisch-Lutherischen Mission zu Erlangen in der damaligen Bundesrepublik Deutschland verloren hatte.

## Direktoren
- Karl Friedrich Leberecht Graul (1843–1859)
- Julius Hardeland (1860–1891)
- Karl von Schwartz (1891–1911)
- Carl Paul (1911–1923)
- Carl Heinrich Ihmels (1923–1960)
- August Kimme (1960–1982)
- Joachim Schlegel (1982–1994)
- Peter Große (1995–2004)
- Michael Hanfstängl (2005–2010)
- Volker Dally (2011–2016)
- Ravinder Salooja (2016–2022)
- Annette von Oltersdorff-Kalettka (seit 1. Juni 2024)

## Missionsgebiete
- Australien (1838–1848/52), z. B. Clamor Wilhelm Schürmann (1815–1893)[7]
- Tamil Nadu (Südindien) (seit 1840)
- Tansania (ehemals Deutsch-Ostafrika) (seit 1893)
- Papua-Neuguinea (seit 1953)
- Brasilien (1954–1976)

## Missionare (Beispiele)
Es gibt eine große Zahl Missionare der Leipziger Mission, die folgende Übersicht folgt dem Prinzip eines jeweils eigenen Wikipedia-Beitrags:
- Heinrich Cordes
- Schwester Hiltrud Fichte
- Hugald Grafe
- Bruno Gutmann
- Richard Handmann
- Ernst Jäschke
- Christoph Jahn
- Arno Lehmann
- Ewald Ovir
- Emil Müller
- Christoph Maczewski
- Ester Peterson
- Clamor Wilhelm Schürmann
- Karl Segebrock
- Christian Gottlieb Teichelmann
- Siegfried Zehme

## Wahrnehmung der Leipziger Mission und ihrer Missionare
„Ohne die Leipziger Mission gäbe es auch die fundamentalen Ecksteine in der Entwicklung Papua-Neuguineas nicht: Sie hat das Evangelium von Jesus Christus eingeführt und Bildung, Gesundheitsfürsorge und ökonomische Hilfen gebracht.“

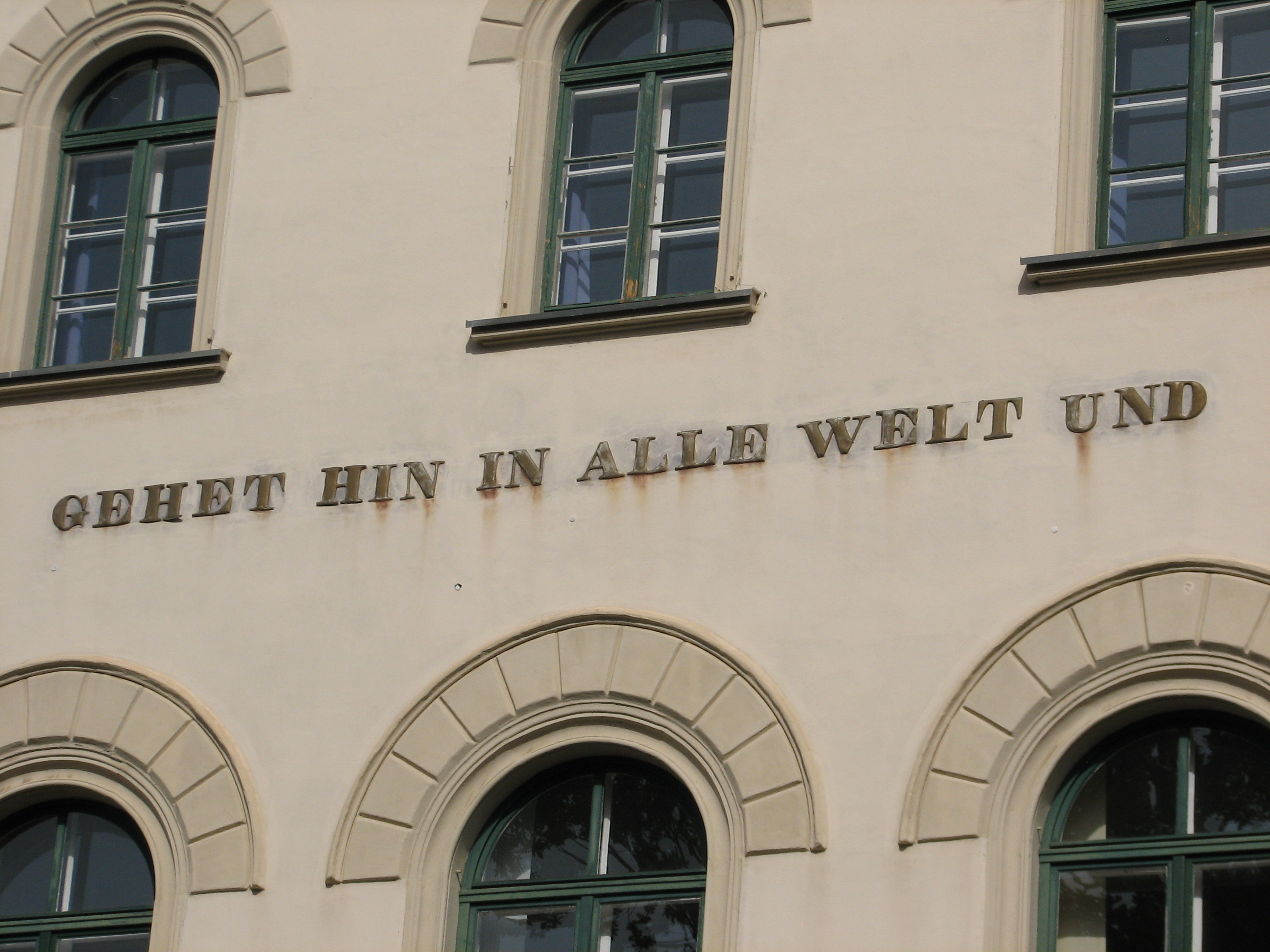
Missionsmotto in Original-Schreibweise: „GEHET HIN IN ALLE WELT …

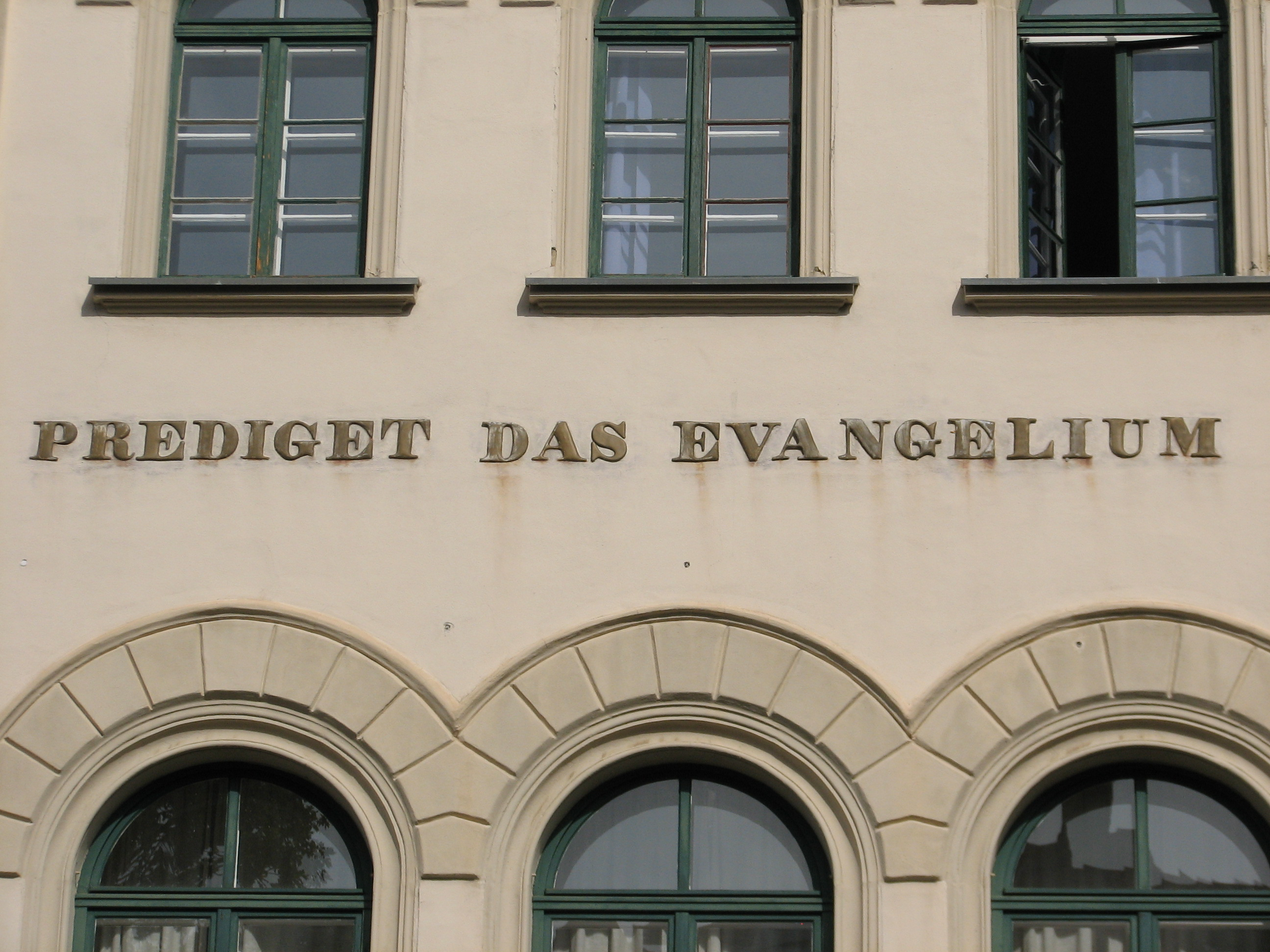
… PREDIGET DAS EVANGELIUM …

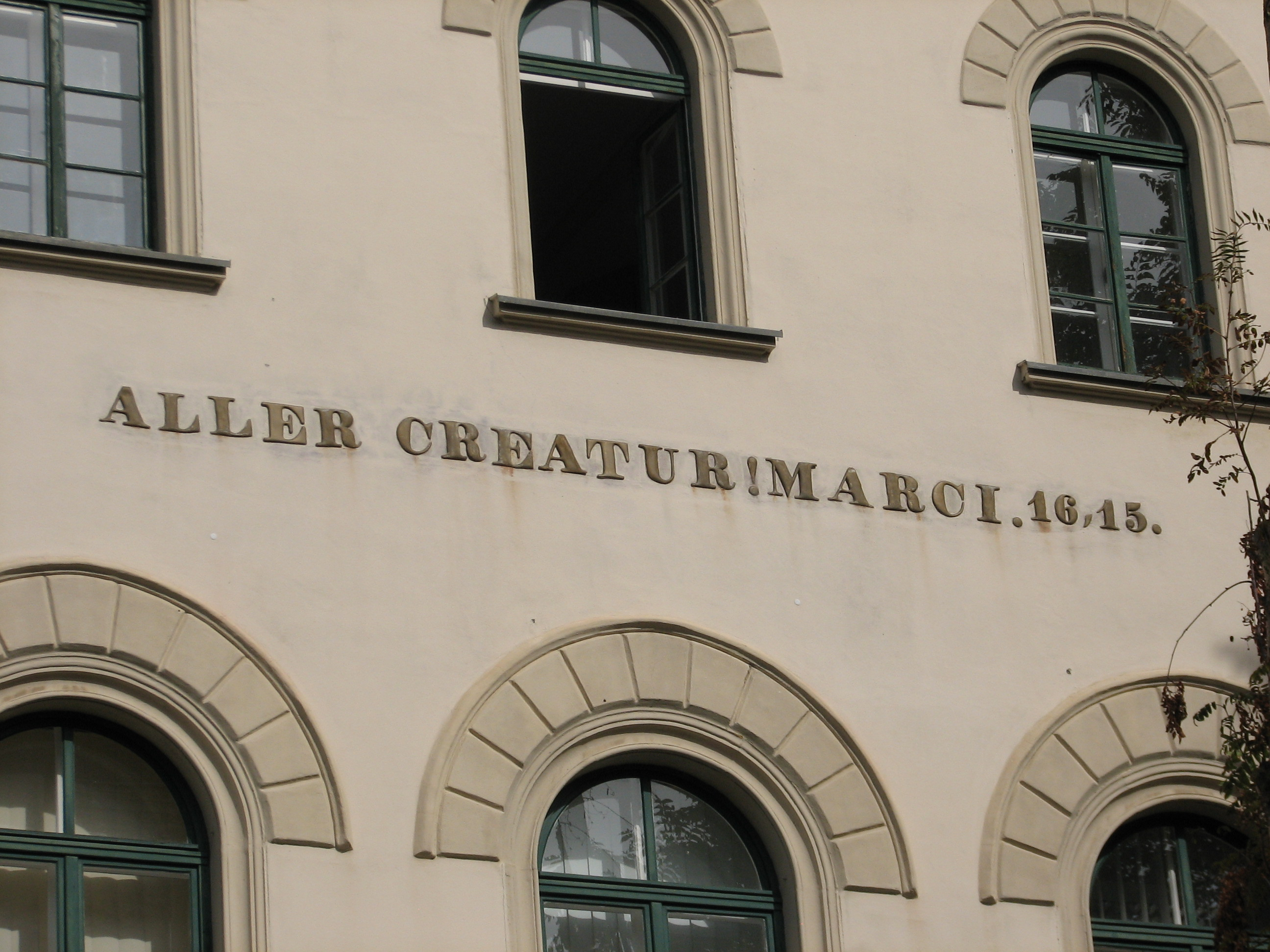
… ALLER CREATUR!“

„Mag man über den Wert der Mission verschiedener Ansicht sein, über den Wert der Missionare jedoch kaum. Ich wenigstens habe sie in allen Breiten als hervorragende, ungewöhnlich weitblickende Menschen kennengelernt, die nicht nur im Allgemeinen mehr von den Sitten und Gebräuchen wie von der Psyche der Eingeborenen wissen als irgendein anderer Weißer, sondern die gewöhnlich auch ein erstaunlich weitherziges Verstehen für die ursprünglichen religiösen Vorstellungen der Menschen haben, die sie zum Christentum bekehren.“

## Bibelvers als Leitspruch
Seit der baulichen Erweiterung des Haupthauses um/nach 1880 (= Anbau der beiden Haus-Achsen links und rechts am Gebäude) ist an der Vorderfassade ein Bibelvers als Leitspruch der Mission angebracht, das bis heute dort zu sehen ist.
Er lautet in der damals üblichen Übersetzung und Schreibweise:
Gehet hin in alle ganze Welt und predigt das Evangelium aller Creatur!
Der Verweis auf die Bibelstelle Mk 16,15  ist in lateinischer Sprache.

## Andachtssaal

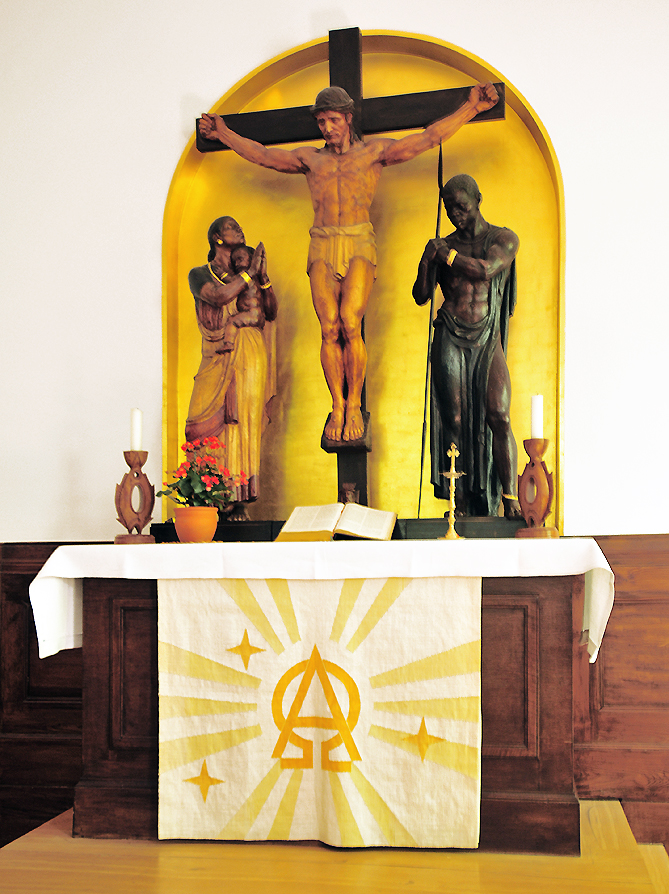
Altar mit Kreuzigungsgruppe im Andachtssaal

Der Andachtssaal der Mission umfasst nahezu die gesamte Grundfläche im hofseitigen Hochparterre-Seitenflügel des rechtsseitigen Hofgebäudes, das vor mehr als 100 Jahren erbaut wurde. Er ist mit Altar, Kanzel, Orgelpositiv und zahlreichen Stühlen ausgestattet.
Der Altar trägt die Skulptur einer Kreuzigungsgruppe mit Christus, einer indischen Frau mit Kleinkind und einem Dschagga-Krieger; Frau, Kind und Mann symbolisieren Leipzigs Missionsgebiete zur Zeit der Entstehung der Skulptur. Erschaffen hat dieses Werk aus Lindenholz August Schreitmüller 1913 im Auftrag der damaligen sächsischen Staatsregierung, die es der Leipziger Mission schenkte. Die beiden Leuchter auf dem Altar sind ein Geschenk der Partnerkirche in Papua-Neuguinea. Erschaffen vom Schnitzer Katipo als jeweils ein auf dem Maul stehender Fisch, stehen sie für das Hauptnahrungsmittel der Küstenleute und symbolisieren den christlichen Glauben.
Das Orgelpositiv mit 7 Registern schuf das Unternehmen Eule Orgelbau im Jahr 1956.

## Archiv

### Archivbestände der Leipziger Mission bis zum 1. Juli 1993
Seit dem Frühjahr 2006 befindet sich der überwiegende Teil des Archivbestandes des Evangelisch-Lutherischen Missionswerkes Leipzig als Dauerleihgabe im Archiv der Franckeschen Stiftungen in Halle. Dies betrifft Bestände, die vor der Umwandlung der Leipziger Mission in das Evangelisch-Lutherische Missionswerk Leipzig am 1. Juli 1993 entstanden sind. Es sind dies unter anderem die Personalakten der verstorbenen Missionarinnen und Missionare, Missionslehrerinnen sowie Krankenschwestern der Leipziger Mission – einschließlich der ausführlichen Dokumentation ihrer Arbeit (ca. 100 lfd. Meter). Personalakten noch lebender Missionare sowie eine Handbibliothek für die Mitarbeitenden verbleiben im Missionshaus Leipzig. Dort finden sich auch weitere Sammlungen.

### Archivbestände der Evang.-Luth. Mission (Leipziger Mission) zu Erlangen e.V.
Das Archiv des Evangelisch-lutherischen Missionswerkes in Niedersachsen (ELM) in Hermannsburg enthält die Archivbestände der Missionsanstalt Hermannsburg (1849–1977) und des – 1977 aus der Fusion mit der Evang.-Luth. Mission (Leipziger Mission) zu Erlangen e. V. entstandenen – Evangelisch-lutherischen Missionswerkes in Niedersachsen (ELM).

## Verschiedenes
Am 12. März 2023 sendete das Hörfunkprogramm des Mitteldeutschen Rundfunks MDR Kultur den Gottesdienst aus der Hospitalkirche St. Trinitatis (Schneeberg) als Direktübertragung. Die Predigt hielt Pfarrer Hans-Georg Tannhäuser, Leiter des Asien/Pazifik-Referates und amtierender Direktor des Leipziger Missionswerks. Dabei blickte er auch auf die LMW-Geschichte und -Gegenwart. Beteiligt waren junge Teilnehmer des LMW-Austauschprogramms.

### Eigene Veröffentlichungen (Auswahl)
- Andreas Kecke: Die aufgegangene Saat – Die Anfänge der Leipziger Mission am Kilimanjaro. weltweit Neuer Verlag der Leipziger Mission, Gesamtgestaltung: Antje Lanzendorf. 172 Seiten, Leipzig 2020, ISBN 978-3-949016-00-4
- Die Leipziger Mission daheim und draußen. In Verbindung mit Berufsarbeitern u. a. herausgegeben von Carl Paul. 255 Seiten, Leipzig 1914[15]
- Jahresbericht des Evangelischen Missions-Vereins in Leipzig. Evangelischer Missions-Verein <Leipzig>, Leipzig 1821–1901 (erschienen: [1.]1821; 2.1822 – 83.1902[?]).
- Anzeigenblatt für die evangelisch-lutherische Missionsgesellschaft zu Dresden. Beilage zu: Pilger aus Sachsen. Dresden 1. Oktober 1836 bis Ende 1838.
- Dresdener Missions-Nachrichten. Hrsg.: Evangelisch-Lutherischen Missionsgesellschaft zu Dresden. Naumann, Dresden 1839–1840.
- Missions-Nachrichten der Ev.-Luth. Missionsgesellschaft zu Dresden. Hrsg.: Evangelisch-Lutherischen Missionsgesellschaft zu Dresden. Dresden : Naumann, 1841–1845.
- Evangelisch-lutherisches Missionsblatt. Hrsg.: Evangelisch-Lutherische Mission zu Leipzig. Dresden 1846–1847 und Leipzig 1848–1941. Danach wurde das Erscheinen eingestellt. Ab 1892 darin: Jahresbericht der Evangelisch-Lutherischen Mission zu Leipzig.
- Jahresbericht der Evangelisch-Lutherischen Mission zu Leipzig. Leipzig 31.1849/50 – 109.1927(1928) (nachgewiesen). Ab 74.1892 auch in: Evangelisch-lutherisches Missionsblatt. Anschließend: Die Arbeit der Leipziger Mission. Jahresbericht. Leipzig 110.1928(1929) – 122.1940/41. Anschließend: Vom Dienst der Leipziger Mission (Ausgaben nicht nachgewiesen).
- Blätter für Mission. Ein Volksmissionsblatt der Leipziger Mission. Herausgegeben vom Sächsischen Haupt-Missionsverein und der Missionskonferenz in Sachsen. Erschienen: Dresden 1863–1939, Erscheinungsverlauf: [1.]1863/64 – 77.1939. Ausgabe Hannover 1940–1940 (Erscheinungsverlauf 1.1940 – 2.1941[?]).
- Sammlung von Missionsschriften. Verlag der Evang.-Luth. Mission, Leipzig (Band 1–12 nachgewiesen) 1888 bis 1901.
- Bericht für die Frauen-Hilfs-Vereine der Evangelisch-Lutherischen Mission zu Leipzig Leipzig 1.1896 – 11.1906[?], später: Jahresbericht für die Frauen-Hilfsvereine der Evangelisch-Lutherischen Mission zu Leipzig 14.1909 (?) – 25.1919 (nachgewiesen).
- Leipziger Missionsstudien. Neue Folge 1-7, Verlag der Evang.-Luth. Mission, Leipzig 1928–1934.
- Aus Vergangenheit und Gegenwart der Leipziger Mission. Serie mit 10 Broschüren (nachgewiesen). Verlag der Evang.-Luth. Mission, Leipzig 1936.
- Ährenlese der Evang.-Luth. Mission (Leipziger Mission). Erlangen 1951–1964. Anschließend: Ährenlese. Hrsg.: Evangelisch-Lutherische Mission. Erlangen 1964–1992.
- Leipziger Mission. Schriftenreihe. Verlag der Evang.-Luth. Mission, Erlangen 1966–1976/77(1975).
- Gottes Werkzeug für die Welt. 150 Jahre Leipziger Mission. Dokumentation.  Verlag der Evangelisch-Lutherischen Mission, Erlangen 1987.[16]
- Kirche weltweit: Mitteilungsblatt des Leipziger Missionswerkes. Hrsg.: Evangelisch-Lutherische Mission. Leipzig ab 1992.
- Jahresberichte Hrsg.: Leipziger Missionswerk. Leipzig ab 2005/2006.
- Materialmappen Hrsg.: Leipziger Missionswerk. Leipzig ab 2012.

### Sekundärliteratur (Auswahl)
- Hugald Grafe: Die Leipziger Mission – Ein geschichtlicher Abriss zum 175. Jubiläum der Gründung. 2011[17]
- Richard Handmann: Die Evangelisch-Lutherische Tamulen-Mission in der Zeit ihrer Neubegründung, J. C. Hinrichs’sche Buchhandlung, Leipzig 1903.
- Paul Fleisch: Hundert Jahre Lutherischer Mission, Leipzig 1936.
- Carl Ihmels: Eine Tamulenkirche entsteht. Ev.-Luth. Mission Leipzig o. J. (1937?), 20 Seiten.
- W. Hellinger: The Leipzig Evangelical-Lutheran Mission. In: C. H. Swavely (Hg.): The Lutheran Enterprise in India. Madras, Federation of Evangelical Lutheran Churches in India (FELCI) 1952, Seite 15–31.
- Paul H. von Tucher: Nationalism: Case and crisis in Missions – German Missions in British India 1939–1946. Diss. Erlangen 1980. Selbstverlag Erlangen 1980. Siehe dazu: gaebler.info, gaebler.info und gaebler.info.
- Hugald Grafe (Hrsg.): Evangelische Kirche in Indien. Auskunft und Einblicke. Erlanger Taschenbücher Band 51. Verlag der Evangelisch-Lutherischen Mission, Erlangen 1981.
- Niels-Peter Moritzen: Werkzeug Gottes in der Welt: Leipziger Mission 1836–1936–1986, Verlag der Evangelisch-Lutherischen Mission, Erlangen 1986, ISBN 978-3-87214-176-7
- Ponniah Manoharan: Warungal. Die indische Tamulenkirche lädt ein. Verlag der Evangelisch-Lutherischen Mission, Erlangen 1986.
- Joachim Schlegel (Hrsg.): 150 Jahre Leipziger Mission. Gottes Werkzeug für die Welt. Dokumentation. Erlanger Taschenbücher Bd. 76. Verlag der Evangelisch-Lutherischen Mission, Erlangen 1987. ISBN 3-87214-217-8 Hier findet sich auf Seite 64–88 der Aufsatz: Niels-Peter Moritzen: Die letzten 50 Jahre – Rückblick und Ausblick. Dieser Artikel umfasst die Arbeit des Leipziger Missionswerks in den Jahren 1937 bis 1987.
- Hugald Grafe: The History of Christianity in Tamilnadu from 1800 to 1975. Erlangen 1990. (Erlanger Monographien aus Mission und Ökumene; 9).
- C. S. Mohanavelu: German Tamilology. German contributions to Tamil language, literature and culture during the period 1706–1945. Madras 1993.
- Afrikabestände im Archiv des Evangelisch-Lutherischen Missionswerkes Leipzig e. V. Erscheint in Serie ab Teil 1 ff im Institut für Afrikanistik der Universität Leipzig, Leipzig 1998 ff.
- Afrikabestände in den evangelisch-lutherischen Missionsarchiven Leipzig und Moshi. Bearb. von Adam Jones, Christoph Langer, Steffen Lehmann. Institut für Afrikanistik, Leipzig 2000.
- Andreas Nehring: Orientalismus und Mission: Die Repräsentation der tamilischen Gesellschaft und Religion durch Leipziger Missionare 1840–1940, Wiesbaden 2003.
- Erika Pabst (Hrsg.): Quellenbestände der Indienmission 1700–1918 in Archiven des deutschsprachigen Raums. Hallesche Quellenpublikationen und Repertorien 9. Halle 2005.
- Roland Sckerl: Tranquebar. Bilder aus den ersten hundert Jahren lutherischer Mission in Indien. Drei Kurzbiographien nach alten Berichten. Durmersheim, 2006.
- Eva-Maria Siebert Johnson: Lobt Gott mit Hymnen und Worten, mit Bogenliedern und Singpredigten., Leipziger Missionswerk, Vortrag in Leipzig am 30. Juni 2012.
- Hugald Grafe: Kirche unter Dalits, Adivasi und Kastenleuten in Südindien. Die indischen Partnerkirchen der lutherischen Kirchen in Niedersachsen. Werden und Wachsen (= Quellen und Beiträge zur Geschichte der Hermannsburger Mission und des Ev.-luth. Missionswerkes in Niedersachsen Bd. 22). LIT Verlag, Berlin-Münster-Wien-Zürich-London 2013. ISBN 978-3-643-12098-4
- Ponniah Manoharan: Arbeit des ELM in Indien, vorgelegt am 03. Dezember 2003 von Pastor Ponniah Manoharan, Asienreferent ELM (Evangelisch-lutherisches Missionswerk in Niedersachsen). (Aufgerufen am 25. Februar 2016)
- „Ein Missionarsleben“. Hermann Gäbler und die Leipziger Mission in Südindien (1891–1916). Evangelische Verlagsanstalt GmbH, Leipzig 2018.
- Karolin Wetjen: Mission als theologisches Labor. Koloniale Aushandlungen des Religiösen in Ostafrika um 1900. Stuttgart 2020.